# DN11
De DN11 (Drum Național 11 of Nationale weg 11) is een weg in Roemenië. Hij loopt van Brașov via Târgu Secuiesc en Onești naar Bacău. De weg is 179 kilometer lang. 

## Europese wegen
De volgende Europese weg loopt met de DN11 mee:
- Brașov - Bacău (gehele lengte)